# Neoleptoneta georgia
Neoleptoneta georgia là một loài nhện trong họ Leptonetidae.
Loài này thuộc chi Neoleptoneta. Neoleptoneta georgia được Willis J. Gertsch miêu tả năm 1974.